# 陈念念
陈念念（1941年10月4日—2021年12月21日），汉族，中华人民共和国政治人物、第十一届全国政协委员。
原籍浙江吴兴，出生于上海。1964年毕业于清华大学工程物理系。加入中国共产党，担任中国核工业集团公司核工业理化工程院原院长、中国工程院院士。2008年，当选第十一届全国政协委员，代表科学技术界，分入第三十组。